# Treehouse of Horror
«Treehouse of Horror» (с англ. — «Домик ужасов на дереве»), также известные как «Хэллоуинские серии Симпсонов» — серия хэллоуинских эпизодов-антологий, спин-офф мультсериала «Симпсоны». Каждая серия обычно состоит из трёх сегментов. Каждый сегмент включает в себя семью Симпсонов в комедийной страшной, научно-фантастической или сверхъестественной обстановке; элементы сюжета работают за пределами обычного канона сериала, при этом сегменты преувеличенно более болезненные и жестокие, чем обычная серия «Симпсонов». По состоянию на 2024 год вышло 35 эпизодов. Каждый эпизод пронумерован римскими цифрами, на один меньше, чем соответствующий сезон, в котором он находится.
Первый эпизод «Treehouse of Horror» вышел 25 октября 1990, во время второго сезона, вдохновлённый EC Comics. В дополнение к пародиям фильмов ужасов, научной фантастики и фэнтези, в эпизодах присутствуют повторяющиеся персонажи Кэнг и Кодос, уникальные вступительные заставки и «страшные» псевдонимы в титрах. Эпизоды Treehouse of Horror получили высокие рейтинги и широкую популярность, порождая постоянный поток товаров, включая серию комиксов, которая выходила с 1995 по 2017 год.

## Сегменты
Эпизоды Treehouse of Horror обычно состоят из четырёх частей: вступительная заставка и тематическая версия титров, за которой следуют три сегмента. Эти сегменты обычно имеют тему ужасов, научной фантастики или фэнтези, и довольно часто это пародии на фильмы, романы, пьесы, телесериалы, серии сериала «Сумеречная зона» или старые выпуски EC Comics. Хотя они иногда связаны, три сегмента редко имеют какую-либо постоянную связь. Некоторые имеют повторяющиеся элементы, такие как в «Treehouse of Horror V», где садовник Вилли убит топором во всех трёх сегментах. Серии считаются неканоническими, что означает, что они происходят вне основной временной линии сериала.
Количество серий Treehouse of Horror соответствует количеству серий сериала: таких спецвыпусков нет в первом сезоне, два есть в 34-м сезоне и по одному на другие сезоны. С «Treehouse of Horror» по «Treehouse of Horror XIII» и возобновляя с «Treehouse of Horror XXXIII», сценарии ко всем трём сегментам были написаны разными сценаристами. В некоторых случаях был четвёртый сценарист, который написал сценарии к вступлениям и переходам. Для первого эпизода, было три разных режиссёра. С «Treehouse of Horror XIV» по «Treehouse of Horror XXXII», однако, только одному сценаристу приписывают сценарий каждого эпизода Treehouse of Horror. В «Treehouse of Horror XXXII» было пять сегментов. Серия «Not It» отличается нехарактерным названием и одним полнометражным сегментом (разделённым на две части).
Иногда эпизоды используются для демонстрации специальной анимации, как например в «Treehouse of Horror VI» сегмент «Homer3», в котором компьютерно-анимационный Гомер показан в живой обстановке. В то время (1995), для телесериала было необычно использовать такую анимацию. Исполнительным продюсером выступил Билл Оукли, живые съёмки сняты Дэвидом Миркином. В «Treehouse of Horror XX» был сегмент «There’s No Business Like Moe Business», который был мюзиклом.

## Традиции

### Вступительная заставка
Первый, второй и пятый эпизоды Treehouse of Horror начинаются с того, что Мардж выходит на сцену и предупреждает родителей о содержании эпизода, советуя им уложить своих детей спать. Предупреждение в первом эпизоде было подано как искренняя попытка предупредить юных зрителей, так как продюсеры посчитали, что это несколько страшно. Весь сегмент был пародией на предупреждения Эдварда Ван Слоуна из фильма «Франкенштейн». Предупреждения Мардж быстро стали сложными для сценария, особенно потому, что, как она сама отметила, они в основном игнорировались, поэтому после «Treehouse of Horror V» они были убраны.  Сегмент вернулся в эпизоде «Thanksgiving of Horror».
Другие эпизоды Treehouse of Horror начинались с пародий; например, в «Treehouse of Horror III» Гомер представил эпизод, как Альфред Хичкок в сериале «Альфред Хичкок представляет», в «Treehouse of Horror IV» Барт представил эпизод и сегменты аналогично Night Gallery, в «Treehouse of Horror V» была пародия на сериал «За гранью возможного». В шестом и седьмом эпизодах были представлены короткие клипы без фраз, потому что эпизоды были длинными, и более длинные сегменты были вырезаны. После «Treehouse of Horror VII» заставка длится более минуты и иногда включает в себя персонажа, такого как мистер Бёрнс в «Treehouse of Horror XVII» или чрезмерное насилие, как в «Treehouse of Horror VIII» (где показано, что цензор Fox Network жестоко убит) и «Treehouse of Horror XIV» (где показано, что Симпсоны убивают друг друга).
В первом сегменте первых пяти эпизодов камера проходит через кладбище, где можно увидеть надгробия с юмористическими эпитафиями. Эти сообщения включают названия отменённых сериалов предыдущего сезона, умерших знаменитостей, таких как Уолт Дисней и Джим Моррисон, и надгробие с надписью «Телевизионное насилие», которое было пронизано пулями, когда камера показывала его. Последний раз они были использованы в «Treehouse of Horror V», в котором было одинокое надгробие со словами «Забавные надгробия», чтобы сигнализировать об этом. В первом эпизоде сценаристам было легко придумывать надгробия, но, как и предупреждения Мардж, в конце концов их стало сложнее придумывать, поэтому они были убраны. Ещё одна причина, по которой они были убраны, заключалась в том, что на надгробиях были перечислены телесериалы, которые были отменены в предыдущем сезоне; через несколько лет несколько сериалов, которые были отменены, были спродюсированы бывшими сценаристами «Симпсонов». Однако через два десятилетия это ненадолго вернулось в «Treehouse of Horror XXIX» в самом начале, на этот раз появляясь перед вступительной заставкой и заголовком.
В то время как в ранних эпизодах Treehouse of Horror была вступительная заставка на тему Хэллоуина, в более поздних были только название и титры «created by» и «developed by». В каждом эпизоде между «Treehouse of Horror III» и «Treehouse of Horror X» была сцена на диване с темой Хэллоуина, включая семью Симпсонов, одетую как скелеты, зомби и персонажи из предыдущих хэллоуинских эпизодов.

### Вступления
В первых четырёх эпизодах Treehouse of Horror есть краткие вступления перед каждым сегментом. «Treehouse of Horror» был единственным, в котором был показан домик на дереве. В этом эпизоде Барт и Лиза сидели, рассказывая друг другу истории. В «Treehouse of Horror II» все сегменты представлены как кошмары Лизы, Барта и Гомера; в «Treehouse of Horror III» Лиза, Барт и дедушка рассказывают истории, а в «Treehouse of Horror IV» показан в Барт в пародии на сериал Night Gallery. Через несколько лет время трансляции эпизодов было сокращено, оставив меньше времени, чтобы рассказать правильную историю. В «Treehouse of Horror V» не было вступлений, потому что они были сокращены, чтобы уделить больше времени для сегментов. После этого сценаристы навсегда отказались от них.

### Кэнг и Кодос
Кэнг и Кодос — два персонажа, которые практически эксклюзивны для Treehouse of Horror. Это пара больших зелёных инопланетян, которые были представлены в сегменте «Treehouse of Horror» «Hungry are the Damned». С тех пор Кэнг и Кодос появляются в каждом эпизоде Treehouse of Horror, часто в камео. В некоторых эпизодах они появляются только в начальном сегменте, но часто они появляются в эпизодической роли. Например, история о том, как зомби нападают на город, ненадолго прерывается сценой с ними в космическом корабле, где они наблюдают за событиями и маниакально смеются над страданиями землян. Затем действие возвращается к реальной истории. По слова Эла Джина в 2022 году, неофициальное правило заключается в том, что они должны быть в каждом эпизоде, хотя о них довольно часто забывают и добавляют в последний момент, что приводит к кратковременному появлению. Их сцена в «Treehouse of Horror VIII» чуть не попала финальную версию эпизода, но Дэвиду Коэну удалось убедить продюсеров убрать сцену.
Кэнг и Кодос были известными персонажами в эпизоде «The Man Who Came to Be Dinner», который не был хэллоуинским.

### Страшные имена
Начиная с «Treehouse of Horror II», продюсеры решили дать актёрам и съёмочной группе «страшные имена» в начальных и заключительных титрах. Хотя имена быстро стали более глупыми, чем страшными, было большое разнообразие специальных титров, от простых имен, таких как «Bat Groening» или «Chains Hell Brooks», до комплексных «Dan CastellanetarghaGAHEGGA (Smash) Gurgle Mr. Hyde». Сэм Саймон, который покинул сериал во время четвёртого сезона, по-прежнему указан в титрах как «developed by» и «executive producer», и до «Treehouse of Horror XXII», в титрах эпизодов Treehouse of Horror он был указан как «Sam 'Sayonara' Simon» а между «Treehouse of Horror XXII» и «Treehouse of Horror XXV» как «simonsam@TWITterror». Однако после его смерти в марте 2015 года, начиная с «Treehouse of Horror XXVI», он указан просто как «Sam Simon».
Идея «страшных имен» пришла от исполнительного продюсера Эла Джина, который был вдохновлён EC Comics, потому что в некоторых выпусках также использовались «страшные» альтернативные имена. «Страшные имена» стали такой трудностью для сценаристов, что их вырезали из «Treehouse of Horror XII» и «Treehouse of Horror XIII», но услышав жалобы от фанатов, Джин решил вернуть их. Правило Мэтта Грейнинга для «страшных имен» заключается в том, что они не могут быть длиннее настоящего имени человека, но это редко следует кому-либо ещё.

### Культурные отсылки
Обычно встречаются отсылки на фильмы, романы, пьесы, телесериалы и другие СМИ, и многие сегменты были пародиями на конкретное произведение в жанре ужасов, научной фантастики или фэнтези. Многие сегменты являются пародиями на серии сериала «Сумеречная зона», целые сегменты основаны на одной серии. Некоторыми из пародированных серий «Сумеречной зоны» являются «A Kind of a Stopwatch», «To Serve Man», «A Small Talent for War», «Living Doll», «Nightmare at 20,000 Feet», «Little Girl Lost» и «The Little People». Сегмент «Treehouse of Horror II» «Bart’s Nightmare» пародирует серию «It’s a Good Life» и даже представлен в формате, похожем на эпизод «Сумеречной зоны».
Пародированными фильмами ужасов и триллерами являются «Изгоняющий дьявола», «Ужас Амитивилля», «Кинг-Конг», «Ночь живых мертвецов», «Сияние», «Кошмар на улице Вязов», «Муха», «Паранормальное явление» и «Мёртвый штиль». Роберт Инглунд появился в камео в «Treehouse of Horror IX» в роли своего персонажа из франшизы «Кошмар на улице Вязов», Фредди Крюгера. Научно-фантастические фильмы также иногда использовались в качестве вдохновения для сегментов, а в более поздних эпизодах многие сегменты были больше основаны на научной фантастике, чем на ужасах. Пародированными научно-фантастическими работами являются «Человек Омега», роман «1984», «Инопланетянин», «Остров доктора Моро» и радиопостановка Орсона Уэллса «Война миров». В «Treehouse of Horror» стихотворение Эдгара Аллана По «Ворон» читает Джеймс Эрл Джонс, роли исполняются различными персонажами.
Поздние пародии выходят на фильмы и спецвыпуски в более разнообразных жанрах, включая фильм «Мистер и миссис Смит», мультсериал It’s the Great Pumpkin, Charlie Brown, фильм «Трансформеры», Суини Тодда, серию фильмов «Сумерки» и фильм «Джуманджи».

### Заключительные логотипы
Изменённая версия производственного логотипа Gracie Films отображается после заключительных титров. Звук «шшш» заменяется либо криком, либо другим звуковым эффектом из эпизода, а джингл проигрывается в минорной тональности на трубном органе. В первых трёх эпизодах не было крика. В «Treehouse of Horror VI» и «Treehouse of Horror XIX» не было ни органа, ни крика; в первом было включена дань уважения игре Myst, а во втором было использовало фортепианное исполнение после пародии на Peanuts. Музыка в «Treehouse of Horror VI» была повторно использована в серии «The Scorpion’s Tale» без джингла Gracie Films.

## Производство

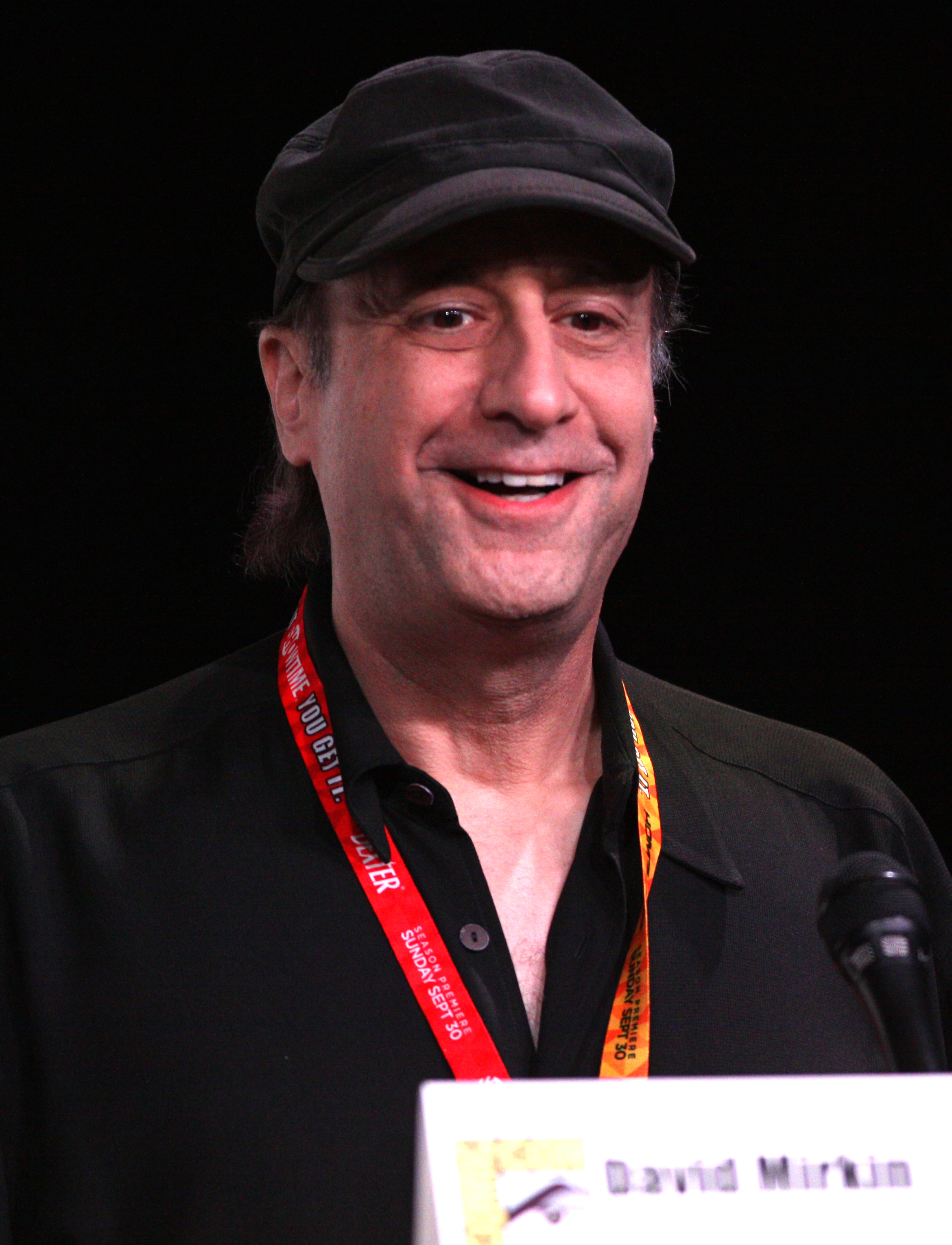
Дэвид Миркин считает, что эпизоды должны быть как страшными, так и смешными, и был ответственен за некоторые из более ужасных моментов.

Первый эпизод «Treehouse of Horror» вышел в 1990 году в рамках второго сезона, и его экранное название было «The Simpsons Halloween Special». («Treehouse of Horror XIII» был первым, в котором «Treehouse of Horror» был показан в экранном названии). Он был вдохновлён комиксами EC Comics. Хотя каждый эпизод называется «Treehouse of Horror», первый был единственным эпизодом, в котором был показан домик на дереве. Во время производства первого эпизода Мэтт Грейнинг нервничал из-за сегмента «The Raven» и чувствовал, что это будет «худшая, самая претенциозная вещь, которую [они] когда-либо делали».
Серии Treehouse of Horror сложны как для сценаристов, так и для аниматоров. Первоначально сценарии к ним писались в начале производственного сезона, но в более поздних сезонах они пишутся в конце и траслируются в начале следующего сезона в качестве остатков, давая аниматорам больше времени для работы. Часть сложности для аниматоров заключается в том, что эпизоды всегда включают в себя множество сложных фонов, новых персонажей и новых дизайнов. Они сложны для сценаристов, потому что они должны создать три истории, начало и, в ранних эпизодах, вступление. Им пришлось бы попытаться вместить всё это в 20-22-минутный эпизод. Эпизоды часто проходят через множество изменений в последнюю минуту, при этом переписывания требуют записи новых фраз. «Treehouse of Horror III» в частности, за 6-недельный период между прибытием анимации из Кореи и выходом эпизода претерпел изменения где-то от 80 до 100 фраз. К четвёртому сезону исполнительные продюсеры Эл Джин и Майк Рейсс были менее вовлечены в эпизодах Treehouse of Horror и рассматривали возможность отказаться от них, но другие сценаристы настаивали на том, чтобы они были сохранены.

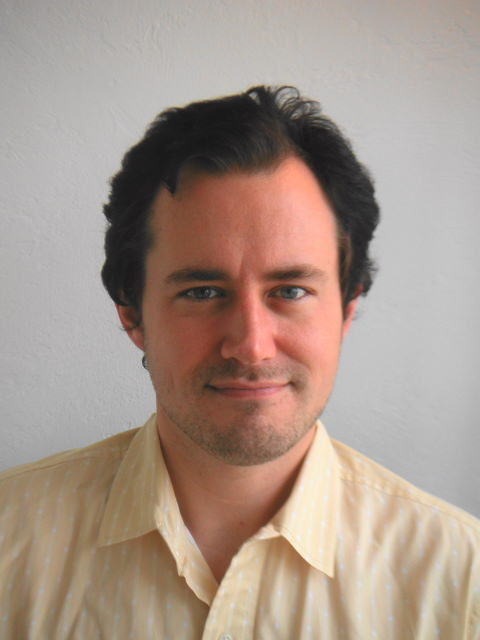
Билл Оукли (вместе с Джошем Вайнштейном) выступил исполнительным продюсером двух эпизодов и написал сценарий к одному сегменту.

Отчасти привлекательность для сценаристов заключается в том, что они могут нарушать правила и включать насилие. В некоторых случаях у сценаристов идея, которая слишком жестокая и надуманная или слишком короткая для обычного эпизода, но может быть использована в качестве сегмента в сезонном спецвыпуске. Несколько сценаристов, среди которых бывший исполнительный продюсер Дэвид Миркин, считают, что эпизоды должны быть страшными, а не просто смешными. «Treehouse of Horror V» был описан Миркином как одно из «самых интенсивных, тревожных шоу на Хэллоуин за всю историю», так как он был наполнен насилием в ответ на новые правила цензуры. Ранние эпизоды кажутся мягкими по сравнению с резнёй, которая последовала в более поздних эпизодах, по словам Джина, который называет это «социальной вещью». Он отмечает, что его 10-летняя дочь любит такие фильмы, как «Коралина в Стране Кошмаров», и что «[в] эпоху страшных историй […] уместность стала ниже».
Хотя по большей части сегменты тематики ужасов, некоторые сегменты, такие как «Citizen Kang» «Treehouse of Horror VII», высмеивают политические вопросы. В начальном сегменте «Treehouse of Horror XIX» представлен Гомер, который пытается проголосовать за Барака Обаму, но вместо этого сфальсифицированная электронная машина для голосования регистрирует голос за Джона Маккейна. Вместо того, чтобы принимать сторону на выборах, Джин говорит, что это «в основном комментарий о том, что многие считают нарушениями в нашей системе голосования». В «Treehouse of Horror XVII» сегмент под названием «The Day the Earth Looked Stupid» заканчивается тем, что Кэнг и Кодос берут на себя Спрингфилд в рамках миссии под названием «Operation: Enduring Occupation». В первоначальном сценарии были Кодос и Кэнг, смотрящие на дымящиеся руины Спрингфилда и говорящие: «Это, конечно, очень похоже на Ирак». У Fox не было никаких возражений против фразы, но она была отклонена некоторыми сценаристами как слишком очевидная и была вырезана из трансляции. Хотя фраза вырезана из транслируемой версии, она появляется в «обзорной» версии, отправленной в газеты и журналы.

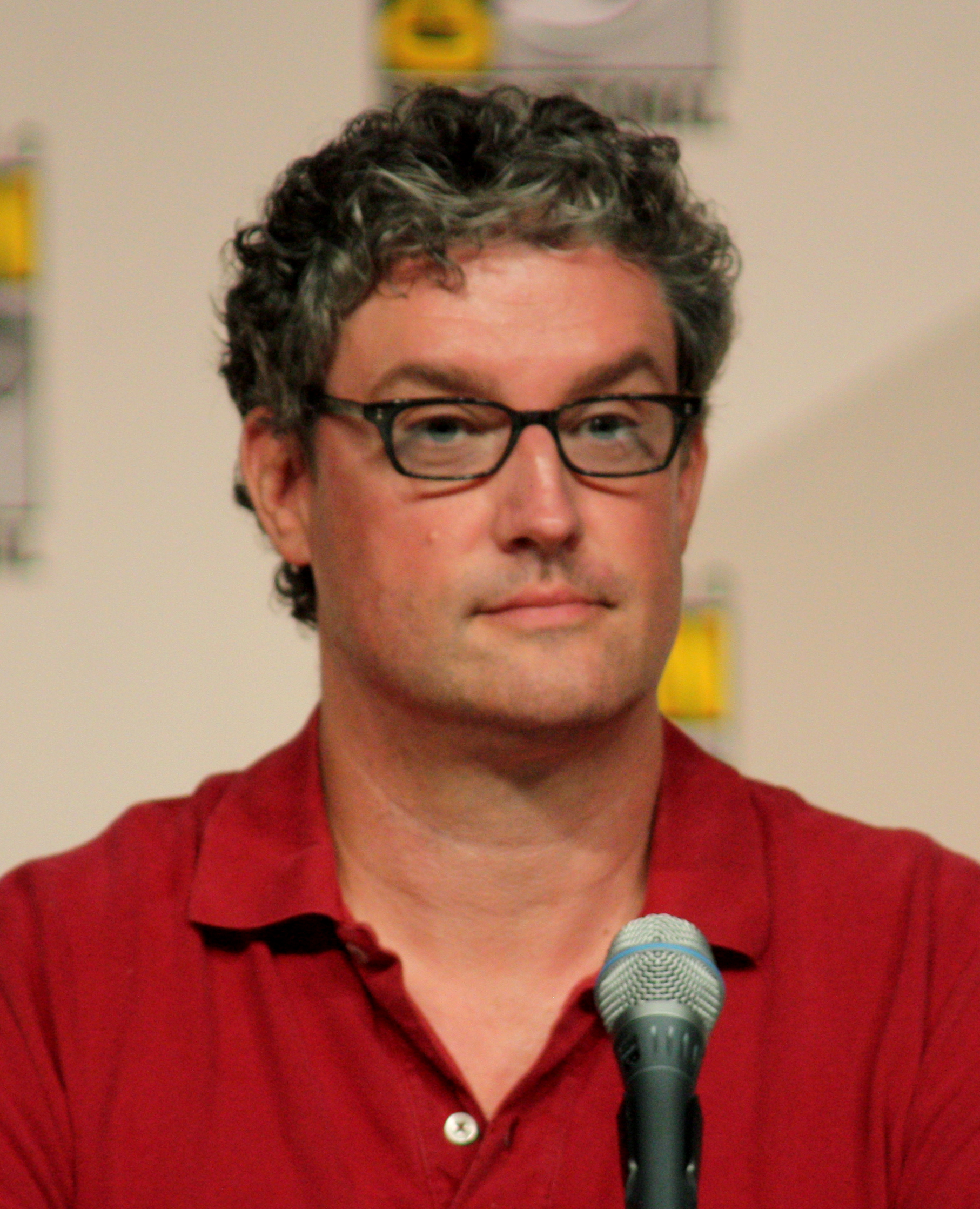
Эл Джин был исполнительным продюсером эпизодов Treehouse of Horror больше, чем другие.

Первая серия Treehouse of Horror отметила первый раз, когда была использована альтернативная версия темы, которая выходит в эфир перед конечными титрами. Первоначально предполагалось использовать терменвокс, но не удалось найти ни одного, который мог бы сыграть все необходимые ноты. В концовке «Treehouse of Horror IV» присутствует версия темы, которая представляет собой комбинацию инструментов, используемых в главной теме телесериала «Семейка монстров» и харпискорда и кликинга из главной темы сериала «Семейка Аддамс». Обычно, когда продюсеры представляют эпизод для прайм-таймовой премии «Эмми» за лучшую музыкальную композицию для телесериала, они представляют эпизод Treehouse of Horror, и на данный момент было номинировано семь эпизодов.
Утер Зокер — единственный человеческий персонаж, представленный в Treehouse of Horror, который появился в каноне. Его дебют был в сегменте «Terror at 5+1⁄2 Feet». Он — тучный немецкий студент по обмену, одержимый конфетами. Его озвучивала Расси Тейлор до её смерти.
Treehouse of Horror 2019 года является 666-м эпизодом мультсериала. В 34-м сезоне две серии Treehouse of Horror; первая «Not It», пародия на фильм «Оно» и его продолжение «Оно 2».

## Выход
Хотя серии Treehouse of Horror на тему Хэллоуина, в течение нескольких лет новые эпизоды выходят в ноябре после праздника из-за показа Мировой серии Главной лиги бейсбола. «Treehouse of Horror XI» был первым эпизодом, который вышел в ноябре. В сериале было несколько отсылок на это, как например в «Treehouse of Horror XIV», где Кэнг смотрит на TV Guide и говорит: «Жалкие люди. Они показывают эпизод Хэллоуина… в ноябре!» И Кодос отвечает: «Кто всё ещё думает о Хэллоуине? У нас уже есть рождественские украшения!». Затем камера переходит к кадру камина с рождественскими украшениями, и праздничная рождественская музыка играет перед вступительными титрами. «Treehouse of Horror XX» вышел 18 октября, до Мировой серии, «Treehouse of Horror XXI» вышел 7 ноября. «Treehouse of Horror XXII» вышел 30 октября, когда Мировая серия (в которой было максимум семь игр) завершилась 28 октября.
Последующие эпизоды Treehouse of Horror выходят в октябре, хотя они иногда переносятся на ноябрь. В 31-м сезоне был спин-офф, посвящённый Дню благодарения, «Thanksgiving of Horror». Однако «Treehouse of Horror XXXI» был перенесён на 1 ноября 2020 года, потому что Чемпионская серия Национальной лиги перешла на седьмую игру, Мировая серия перешла на шестую игру, в итоге Fox выпустила Treehouse после Хэллоуина впервые с 2010 года. На Citytv в Канаде, однако, эпизод вышел в соответствии с первоначальным графиком. «Treehouse of Horror XXXII» вышел 10 октября 2021 года, что избежать эфира в ноябре из-за Мировой серии, и она не вышла в воскресенье, «Treehouse of Horror XXXIII» вышел 30 октября 2022 года. «Treehouse of Horror XXXIV», однако, вышел 5 ноября 2023 года, а «Treehouse of Horror XXXV» вышел 3 ноября 2024 года.

## Товары
Было много товаров, основанных на эпизодах Treehouse of Horror, включая книги, фигурки, комиксы, компьютерные игры, DVD и Монополия. Хотя каждый эпизод Treehouse of Horror до «Treehouse of Horror XIX» был выпущен вместе с соответствующим сезоном в бокс-сете, в 2003 году вышло издание The Simpsons: Treehouse of Horror DVD. В него вошли Treehouse of Horror V, VI, VII и XII. Комиксы Treehouse of Horror публиковались ежегодно с 1995 по 2017 год и были собраны в книги, включая The Simpsons Treehouse of Horror Fun-Filled Frightfest, Bart Simpson’s Treehouse of Horror Spine-Tingling Spooktacular, Bart Simpson’s Treehouse of Horror Heebie-Jeebie Hullabaloo и The Simpsons Treehouse of Horror Hoodoo Voodoo Brouhaha.
В некоторые компьютерные игры были включены уровни на хэллоуинскую тему, including The Simpsons: Hit & Run и The Simpsons Game. В 2001 году Fox Interactive и THQ выпустили игру The Simpsons: Night of the Living Treehouse of Horror на Game Boy Color. Вся игра имеет тему Хэллоуина, когда игрок пытается спасти семью Симпсонов из домика ужасов на дереве.
Многие из специальных дизайнов персонажей, представленных в эпизодах, стали фигурками. Четыре разных игровых набора были сделаны Playmates Toys и выпущены как эксклюзивы Toys "R" Us:
1. Набор «Treehouse of Horror I» был выпущен в 2000 году и включал в себя игровой набор на кладбище, а также «Devil Flanders», «Bart the Fly», «Vampire Burns» и «King Homer». В него также вошли «Evil Krusty Doll» и Гремлин в качестве аксессуаров[61].
2. Набор «Treehouse of Horror 2» был выпущен в 2001 году, в него вошли внутренний игровой набор инопланетного космического корабля, а также Кэнг, Кодос и «Alien Ship Homer». Весь набор был основан «Treehouse of Horror»[62].
3. Набор «Treehouse of Horror 3» был выпущен в 2002 году, в него вошёл игровой набор, основанный на «Ironic Punishment Division» из «Treehouse of Horror IV». В него также вошли «Donuthead Homer», «Witch Marge», Хьюго Симпсон и «Dream Invader Willie»[63].
4. Последний набор «Treehouse of Horror 4» был выпущен в 2003 году, в него вошёл игровой набор, основанный на «Collector's all-plastic lair» Продавца комиксов. В него также вошли «The Collector», «Clobber Girl Lisa», «Stretch Dude Bart» и Люси Лоулесс. Все дизайны основаны на «Treehouse of Horror X»[64].
5. В 2019 году Funko представила набор из 2 виниловых фигурок Кинга и Кодос, представленный в качестве эксклюзива на San Diego Comic-Con 2019 года, вместе с Treehouse of Horror Pop!, включая King Homer (Treehouse of Horror III), Fly Bart (Treehouse of Horror VIII), Cat Marge (Treehouse of Horror XIII), Demon Lisa (Treehouse of Horror XXV) и Alien Maggie (Treehouse of Horror IX).

После окончания наборов Playmates Toys McFarlane Toys создала 4 набора Treehouse of Horror, включая «Ironic Punishment Box Set», выпущенного в 2004 году, «In the Belly of the Boss — Homer & Marge Action Figures», выпущенный в 2005 году, «The Island of Dr. Hibbert Box Set», выпущенный в 2006 году и «Lard Lad Box Set», выпущенный в 2007 году.

## Восприятие
Эпизоды Treehouse of Horror часто являются одними из самых рейтинговых эпизодов своих сезонов, большинство из них в целом были хорошо приняты поклонниками. Однако, как и сами «Симпсоны», критики отметили снижение качества более поздних эпизодов. В своем первом эфире «Treehouse of Horror» закончил с рейтингом Nielsen 15,7 и 25% аудитории, меньше чем у эпизода The Cosby Show. Было сказано, что он «установил уровень совершенства, которого зрители никогда не ожидали, что повторит создатель Мэтт Грейнинг», хотя он также было описан как «немного глупый и неудовлетворительный».
«Treehouse of Horror V» считается лучшим эпизодом несколькими критиками: он занял девятое место в списке 25 лучших эпизодов «Симпсонов» по версии Entertainment Weekly, пятое в списке 10 лучших эпизодов «Симпсонов» по версии AskMen.com, и был назван лучшим эпизодом шестого сезона по версии IGN.com В 2006 году Джеймс Эрл Джонс, который был в качестве гостя в «Treehouse of Horror» и «Treehouse of Horror V», занял седьмое место в списке 25 гостевых появлений «Симпсонов» по версии IGN.
В 2006 году IGN.com опубликовал 10 лучших сегментов Treehouse of Horror, на первом месте оказался «The Shinning» из «Treehouse of Horror V», говоря, что это была «выдающаяся часть ежегодного эпизода не только Хэллоуина, но и „Симпсонов“». Список завершили  «Dial "Z" for Zombies», «The Devil and Homer Simpson», «Time and Punishment», «Hungry Are the Damned», «Clown Without Pity», «Citizen Kang», «If I Only Had a Brain», «Bart Simpson’s Draculaэ и «Starship Poopers». Третий, четвертый и пятый эпизоды были представлены двумя сегментами. Самым последним эпизодов в списке был «Treehouse of Horror IX».
В 2000 году «Treehouse of Horror VII» был назван Мэттом Грейнингом седьмой любимой серией, и фраза, которая ему нравится больше всего, это: «We have reached the limit of what rectal probing can teach us». «King Homerэ из «Treehouse of Horror III» один из любимых сегментов Грейнинга. В «Treehouse of Horror III» также отмечается момент, когда Гомер стреляет в Неда Фландерса, и Барт говорит: «Папа, ты убил Зомби Фландерса!», а Гомер ответил: «Он был зомби?». Это также одна из любимых фраз Грейнинга.

### Награды и номинации
В 1906 году сегмент «Treehouse of Horror VI» «Homer3» получил главный приз Оттавского международного фестиваля анимации. В 1998 году «Treehouse of Horror VIII» получил премию Golden Reel Award за «лучший звуковой монтаж в телевизионном анимационном спецвыпуске»; лауреатами были Роберт Макстон, Трэвис Пауэрс, Норм Маклеод и Терри Грин. Боб Бичер также получил номинацию за «Лучший звуковой монтаж в телевизионной анимации — музыка» за «Treehouse of Horror X».
Второй, третий, пятый, восьмой, девятый, 14-й, 15-й, и 18-й эпизоды Treehouse of Horror были номинированы на прайм-таймовую премию «Эмми» за лучшую музыкальную композицию для телесериала». Второй и третий эпизоды «Treehouse of Horror» также были номинированы за «выдающееся индивидуальное достижение в звуковом монтаже для комедийного сериала или спецвыпуска». В 1996 году «Treehouse of Horror VI» был представлен на прайм-таймовой премии «Эмми» за лучшую анимационную программу, потому что в нём была сцена 3D-анимации, которая, по мнению персонала, дала бы ей преимущество. Эпизод не смог одержать победу, и Билл Оукли позже выразил сожаление по поводу подачи эпизода. 23-й и 25-й эпизоды Treehouse of Horror были номинированы на ту же премию в 2013 и 2015 годах соответственно. 33-й эпизод одержал победу.